# Thomas Clausen (matemático)
Para el educador de Luisiana, véase Thomas Clausen (Luisiana).
Thomas Clausen (16 de enero de 1801, Snogbæk, Sottrup, Ducado de Schleswig (actualmente Dinamarca) – 23 de mayo de 1885, Tartu, Imperio Ruso (actualmente Estonia)) fue un matemático y astrónomo danés.

## Semblanza
Clausen aprendió matemáticas en su casa. En 1820 empezó como aprendiz en el Instituto Óptico de Múnich, y en 1824 pasó a trabajar en el Observatorio de Altona, después de mostrar a Heinrich Christian Schumacher su trabajo sobre el cálculo de la longitud geográfica mediante la ocultación de las estrellas por la Luna.
Más adelante regresó a Múnich, donde ideó y publicó sus trabajos matemáticos más conocidos. En 1842 Clausen fue contratado por el Observatorio de Tartu, del que fue su director entre 1866 y 1872.
Los trabajos de Clausen incluyen estudios sobre la estabilidad del sistema solar, el movimiento de los cometas, el código telegráfico ABC y el cálculo de 250 decimales de Pi (posteriormente se comprobó que solo 248 eran correctos).
En 1840 descubrió el teorema de von Staudt–Clausen. También en 1840 descubrió dos construcciones con regla y compás de lúnulas con área igual a un cuadrado, que se añadían a las tres (incluyendo la lúnula de Hippocrates) descubiertas por el matemático griego antiguo Hipócrates de Quíos; más tarde se demostró que estas cinco lúnulas son las únicas soluciones posibles a este problema. En 1854 factorizó el sexto número de Fermat, como 264+1 = 67280421310721 × 274177.